# Gene Force
Gene Force (* 15. Juni 1916 in New Madison, Ohio; † 21. August 1983 in Brooklyn,  Michigan) war ein US-amerikanischer Autorennfahrer.

## Karriere
Force startete zwischen 1951 und 1960 in 32 Rennen zur AAA (ab 1956:USAC)-National-Serie. Seine besten Ergebnisse waren drei dritte Plätze, die der 1959 in Sacramento sowie 1960 in Langhorne und auf dem Indiana State Fairground erreichte.
1951 und 1960 stand er auch am Start der 500 Meilen von Indianapolis, konnte jedoch beide Male das Ziel nicht erreichen. 1951 wurde er auf einem Kurtis Kraft 2000-Offenhauser noch als 11. klassiert, obwohl er nur rund ¾ der Diszanz zurückgelegt hatte und erhielt damit Punkte für die Meisterschaftswertung.  1960 – neun Jahre und einige vergebliche Qualifikationsversuche später – schied er mit Kurtis Kraft 500-Offenhauser durch einen Bremsdefekt in Runde 74 aus.
Da das Rennen von 1950 bis 1960 mit zur Fahrerweltmeisterschaft gewertet wurde, stehen in seiner Statistik auch zwei Grand-Prix-Starts. Punkte konnte er hier jedoch nicht erzielen.
Er starb 1983 beim Besuch eines Autorennens an einem Herzinfarkt.

## Statistik

### Indy-500-Ergebnisse
| Jahr | Startnr. | Start | Qual (km/h) | Ergebnis | Runden | Führung | Ausfall |
| ---- | -------- | ----- | ----------- | -------- | ------ | ------- | ------- |
| 1951 | 69       | 22    | 214,185     | 11       | 142    | 0       | Öldruck |
| 1952 | 96       | DNQ   |             |          |        |         |         |
| 1957 | 64       | DNQ   |             |          |        |         |         |
| 1959 | 55       | DNQ   |             |          |        |         |         |
| 1959 | 78       | DNQ   |             |          |        |         |         |
| 1960 | 37       | 20    | 230,872     | 28       | 74     | 0       | Bremsen |

| Legende  | Legende            | Legende                                                          |
| Farbe    | Abkürzung          | Bedeutung                                                        |
| -------- | ------------------ | ---------------------------------------------------------------- |
| Gold     | –                  | Sieg                                                             |
| Silber   | –                  | 2. Platz                                                         |
| Bronze   | –                  | 3. Platz                                                         |
| Grün     | –                  | Platzierung in den Punkten                                       |
| Blau     | –                  | Klassifiziert außerhalb der Punkteränge                          |
| Violett  | DNF                | Rennen nicht beendet (did not finish)                            |
| Violett  | NC                 | nicht klassifiziert (not classified)                             |
| Rot      | DNQ                | nicht qualifiziert (did not qualify)                             |
| Rot      | DNPQ               | in Vorqualifikation gescheitert (did not pre-qualify)            |
| Schwarz  | DSQ                | disqualifiziert (disqualified)                                   |
| Weiß     | DNS                | nicht am Start (did not start)                                   |
| Weiß     | WD                 | zurückgezogen (withdrawn)                                        |
| Hellblau | PO                 | nur am Training teilgenommen (practiced only)                    |
| Hellblau | TD                 | Freitags-Testfahrer (test driver)                                |
| ohne     | DNP                | nicht am Training teilgenommen (did not practice)                |
| ohne     | INJ                | verletzt oder krank (injured)                                    |
| ohne     | EX                 | ausgeschlossen (excluded)                                        |
| ohne     | DNA                | nicht erschienen (did not arrive)                                |
| ohne     | C                  | Rennen abgesagt (cancelled)                                      |
| ohne     | keine WM-Teilnahme |                                                                  |
| sonstige | P/fett             | Pole-Position                                                    |
| sonstige | 1/2/3/4/5/6/7/8    | Punktplatzierung im Sprint-/Qualifikationsrennen                 |
| sonstige | SR/kursiv          | Schnellste Rennrunde                                             |
| sonstige | *                  | nicht im Ziel, aufgrund der zurückgelegten Distanz aber gewertet |
| sonstige | ()                 | Streichresultate                                                 |
| sonstige | unterstrichen      | Führender in der Gesamtwertung                                   |